# Arianta xatartii
Arianta xatartii е вид охлюв от семейство Helicidae. Видът е уязвим и сериозно застрашен от изчезване.

## Разпространение
Разпространен е в Испания и Франция.